# Great Bend (Pensilvânia)
Great Bend é um distrito localizado no estado norte-americano de Pensilvânia, no Condado de Susquehanna.

## Demografia
Segundo o censo norte-americano de 2000, a sua população era de 700 habitantes.
Em 2006, foi estimada uma população de 679, um decréscimo de 21 (-3.0%).

## Geografia
De acordo com o United States Census Bureau tem uma área de
0,7 km², dos quais 0,7 km² cobertos por terra e 0,0 km² cobertos por água. Great Bend localiza-se a aproximadamente 414 m acima do nível do mar.

## Localidades na vizinhança
O diagrama seguinte representa as localidades num raio de 16 km ao redor de Great Bend.